# 텍스트언어학
텍스트언어학( - 言語學, 영어: text linguistics)은 텍스트를 의사소통 시스템으로 다루는 언어학 분야이다. 텍스트언어학의 본래 목적은 텍스트 문법을 밝히고 설명하는 데 있다. 그러나 텍스트언어학의 응용은 여기서 더 발전하여, 텍스트언어학자들은 텍스트의 형태 뿐 아니라 텍스트의 설정, 즉 텍스트가 존재하게 된 상호작용적 의사소통적 맥락을 고려한다. 텍스트의 저자(글쓴이 또는 말한이)는 물론 텍스트의 수신인까지 특정한 의사소통 맥락에서 각각의 사회적 역할이 고려된다. 일반적으로 텍스트언어학에서 다루는 텍스트란 단순한 문장 또는 단어가 아니라 보다 넓은 층위의 것이며, 텍스트언어학은 그 텍스트에 대한 설화분석의 적용이라고 할 수 있다.

## 같이 보기
- 언어학
- 텍스트 (문학이론)